# Radiofoniczny Ośrodek Nadawczy
Radiofoniczny Ośrodek Nadawczy – stacja nadawcza programów radiowych, nienadająca programów telewizyjnych. Nazwa jest często używana jako skrót RON, gdzie wraz z nazwą miejscowości tworzy nazwę ośrodka, np. RON Leszczynka.